# Лауреаты Премии Правительства Российской Федерации в области образования (2005)
 Лауреаты Премии Правительства Российской Федерации в области образования 2005 года — перечень награждённых правительственной наградой Российской Федерации, присужденной за достижения в образовательной деятельности. Среди лауреатов — член-корреспондент Российской академии наук, член-корреспондент Российской академии архитектуры и строительных наук, восемь докторов наук, два кандидата наук, шесть профессоров, три доцента.
Лауреаты определены Распоряжением Правительства РФ от 30 июля 2005 года № 470 на основании предложения Межведомственного совета по присуждению премий Правительства Российской Федерации в области образования

## Лауреаты и другая информация
1. Лишину Олегу Всеволодовичу, кандидату психологических наук, доценту, заведующему лабораторией Психологического института Российской академии образования, Сергееву Владимиру Михайловичу (посмертно), кандидату психологических и физико-математических наук, научному сотруднику того же института; Лишиной Аркадии Константиновне, педагогу государственного образовательного учреждения "Детско-юношеский центр «Пресня» г. Москвы, — за цикл работ для общеобразовательных учреждений «Педагогическая психология воспитания».
2. Ковальчуку Александру Кондратьевичу, кандидату технических наук, доценту, директору Межотраслевого института повышения квалификации кадров по новым направлениям развития техники и технологии Московского государственного технического университета имени Н. Э. Баумана, Валикову Валентину Ивановичу, кандидату технических наук, заместителю директора, Зеленцовой Наталье Федоровне, кандидату технических наук, доценту, декану факультета, Рыжиковой Тамаре Николаевне, доктору экономических наук, доценту, декану факультета, — работникам того же института; Семикину Геннадию Ивановичу, доктору медицинских наук, профессору, директору учебно-методического центра Московского государственного технического университета имени Н. Э. Баумана, Соколову Николаю Константиновичу, помощнику ректора, Строганову Виктору Юрьевичу, доктору технических наук, доценту, Черненькому Валерию Михайловичу, доктору технических наук, профессору, заведующему кафедрой, — работникам того же университета; Дудникову Сергею Валентиновичу, кандидату экономических наук, доценту, руководителю Департамента федеральной государственной службы занятости населения по г. Москве; Ивановой Валентине Николаевне, доктору экономических наук, профессору, депутату Государственной Думы Федерального Собрания Российской Федерации, заместителю председателя Комитета Государственной Думы Федерального Собрания Российской Федерации по образованию и науке, — за научно-практическую работу «Исследование, разработка и внедрение новых методов обучения в области профессиональной переподготовки и повышения квалификации инженерных, управленческих и педагогических кадров».
3. Дмитриеву Николаю Михайловичу, доктору социологических наук, профессору, начальнику управления Федерального агентства по образованию; Федорову Михаилу Петровичу, доктору технических наук, члену-корреспонденту Российской академии наук, ректору Санкт-Петербургского государственного политехнического университета, Арсеньеву Дмитрию Германовичу, доктору технических наук, проректору, Кораблеву Вадиму Васильевичу, доктору физико-математических наук, начальнику управления, профессорам, — работникам того же университета; Васильеву Виктору Николаевичу, доктору технических наук, профессору, ректору Петрозаводского государственного университета; Карамурзову Барасби Сулеймановичу, доктору технических наук, профессору, ректору Кабардино-Балкарского государственного университета имени Х. М. Бербекова; Павлихину Геннадию Петровичу, доктору технических наук, профессору, проректору Московского государственного технического университета имени Н. Э. Баумана, — за работу «Разработка и реализация концепции международного сотрудничества высшей школы России».
4. Полковникову Виталию Аркадьевичу, доктору технических наук, профессору, декану факультета Московского авиационного института (государственного технического университета), Красильщикову Михаилу Наумовичу, заведующему кафедрой, Мубаракшину Рахиму Валеевичу (посмертно), Нестерову Виктору Антоновичу, Станкевичу Александру Ивановичу (посмертно), заведующему кафедрой, докторам технических наук, профессорам, Киму Николаю Владимировичу, Саблину Юрию Алексеевичу (посмертно), Шингирию Ивану Павловичу (посмертно), кандидатам технических наук, доцентам, — работникам того же института; Соколовскому Геннадию Александровичу, доктору технических наук, профессору, генеральному конструктору федерального государственного унитарного предприятия «Государственное машиностроительное конструкторское бюро „Вымпел“ имени И. И. Торопова», Рейделю Анатолию Львовичу (посмертно), доктору технических наук, профессору, начальнику отделения того же предприятия, — за комплекс учебников для образовательных учреждений высшего профессионального образования по проектированию систем авиационного ракетного вооружения.
5. Аметистову Евгению Викторовичу, доктору технических наук, профессору, члену-корреспонденту Российской академии наук, ректору Московского энергетического института (технического университета), Бутырину Павлу Анфимовичу, члену-корреспонденту Российской академии наук, заведующему кафедрой, Виссарионову Владимиру Ивановичу, Глазунову Александру Александровичу, Кузнецову Вячеславу Алексеевичу, Розанову Юрию Константиновичу, Строеву Владимиру Андреевичу, Трухнию Алексею Даниловичу, докторам технических наук, Старшинову Владимиру Алексеевичу, кандидату технических наук, заведующему кафедрой, Бурману Алексею Петровичу, профессорам, — работникам того же института, — за учебник для образовательных учреждений высшего профессионального образования «Основы современной энергетики».
6. Набойченко Станиславу Степановичу, доктору технических наук, профессору, члену-корреспонденту Российской академии наук, ректору Уральского государственного технического университета, Вишневскому Юрию Рудольфовичу, доктору философских наук, заведующему кафедрой, Гущину Сергею Николаевичу, кандидату технических наук, Рапопорту Леониду Ароновичу, доктору педагогических наук, директору института, профессорам, Пономареву Александру Владимировичу, кандидату химических наук, доценту, проректору, — работникам того же университета; Кагерманьяну Валерию Сергеевичу, кандидату технических наук, доценту, ученому секретарю Научно-исследовательского института высшего образования; Кучер Наталии Ивановне, заместителю главного редактора закрытого акционерного общества «Издательство ИКАР», — за цикл трудов и научно-практических исследований «Формирование системы воспитательной работы и развития здорового образа жизни студентов высших учебных заведений».
7. Одегову Юрию Геннадьевичу, доктору экономических наук, профессору, заведующему кафедрой Российской экономической академии имени Г. В. Плеханова, Карташову Сергею Александровичу, заведующему кафедрой, Руденко Галине Георгиевне, заместителю заведующего кафедрой, Журавлеву Павлу Викторовичу, Карташовой Ларисе Васильевне, Кулапову Михаилу Николаевичу, Соломанидиной Татьяне Оттовне, докторам экономических наук, профессорам, Балахановой Дарико Кенжебаевне, кандидату экономических наук, Никоновой Татьяне Васильевне, кандидату физико-математических наук, доцентам, — работникам той же академии; Демину Виктору Михайловичу, кандидату экономических наук, доктору педагогических наук, доценту, директору Красногорского оптико-электронного колледжа, — за учебно-методический комплект для образовательных учреждений высшего профессионального и среднего профессионального образования по специальности «Экономика труда».
8. Блоху Марку Яковлевичу, доктору филологических наук, профессору, заведующему кафедрой Московского педагогического государственного университета, — за комплект учебников для образовательных учреждений высшего профессионального образования «Теоретическая грамматика английского языка» и «Теоретические основы грамматики».
9. Покровскому Владимиру Михайловичу, доктору медицинских наук, профессору, заведующему кафедрой Кубанской государственной медицинской академии; Кобрину Владимиру Исааковичу, доктору медицинских наук, профессору Российского государственного медицинского университета; Коротько Геннадию Феодосьевичу, доктору биологических наук, профессору, главному научному сотруднику Российского центра функциональной хирургической гастроэнтерологии; Кузнику Борису Ильичу, доктору медицинских наук, профессору Читинской государственной медицинской академии; Ноздрачеву Александру Даниловичу, доктору биологических наук, профессору, академику Российской академии наук, заведующему кафедрой Санкт-Петербургского государственного университета; Наточину Юрию Викторовичу, доктору биологических наук, профессору Института эволюционной физиологии и биохимии имени И. М. Сеченова, академику Российской академии наук; Островскому Михаилу Аркадьевичу, доктору биологических наук, профессору, академику Российской академии наук, заведующему лабораторией Института биохимической физики имени Н. М. Эмануэля; Ткачуку Всеволоду Арсеньевичу, доктору биологических наук, профессору, академику Российской академии медицинских наук, заведующему кафедрой Московского государственного университета имени М. В. Ломоносова; Чучалину Александру Григорьевичу, доктору медицинских наук, профессору, академику Российской академии медицинских наук, директору Научно-исследовательского института пульмонологии; Шевелеву Игорю Александровичу, доктору биологических наук, профессору, академику Российской академии наук, директору Института высшей нервной деятельности и нейрофизиологии, — за учебник для образовательных учреждений высшего профессионального образования «Физиология человека».
10. Федунцу Борису Ивановичу, доктору технических наук, профессору Московского государственного горного университета, Картозии Борису Арнольдовичу, заведующему кафедрой, Корчаку Андрею Владимировичу, Куликовой Елене Юрьевне, Панкратенко Александру Никитовичу, Шуплику Михаилу Николаевичу, докторам технических наук, профессорам, Левицкому Александру Михайловичу, кандидату технических наук, доценту, — работникам того же университета; Лернеру Валентину Григорьевичу, кандидату технических наук, первому заместителю генерального директора открытого акционерного общества «Мосинжстрой»; Рахманинову Юрию Павловичу, генеральному директору открытого акционерного общества «Транс-инжстрой»; Смирнову Вячеславу Ивановичу, доктору технических наук, профессору, генеральному директору общества с ограниченной ответственностью «Подземгазпром», — за учебник для образовательных учреждений высшего профессионального образования «Шахтное и подземное строительство».
11. Захарову Михаилу Константиновичу, доктору технических наук, профессору Московской государственной академии тонкой химической технологии имени М. В. Ломоносова, Айнштейну Виктору Герцевичу (посмертно), Носову Геннадию Алексеевичу, заведующему кафедрой, Тарану Александру Леонидовичу, докторам технических наук, профессорам, Захаренко Василию Валериевичу, Зиновкиной Татьяне Вальтеровне, кандидатам технических наук, доцентам, — работникам той же академии; Костаняну Артаку Ераносовичу, доктору технических наук, профессору, ведущему научному сотруднику Института общей и неорганической химии имени Н. С. Курнакова, — за учебник для образовательных учреждений высшего профессионального образования «Общий курс процессов и аппаратов химической технологии».
12. Конышевой Наталье Михайловне, доктору педагогических наук, профессору, заведующей кафедрой Московского городского педагогического университета, — за учебно-методический комплект для четырёхлетней начальной школы по курсу «Технология».
13. Лильину Евгению Теодоровичу, доктору биологических наук, профессору, директору Российского реабилитационного центра «Детство», Жаворонкиной Наталье Алексеевне, заместителю директора, Кулишову Николаю Николаевичу, заместителю начальнику отдела, — работникам того же центра; Корягину Николаю Артемовичу, кандидату педагогических наук, профессору, ректору Московского государственного гуманитарного института-интерната; Горвицу Юрию Михайловичу, кандидату психологических наук, руководителю отдела образования общества с ограниченной ответственностью «ЭППЛ АЙЭМСИ», — за научно-практическую разработку для дошкольных образовательных учреждений компенсирующего вида, специальных (коррекционных) образовательных учреждений для обучающихся, воспитанников с отклонениями в развитии и реабилитационных центров «Система коррекционных развивающих и обучающих компьютерных методик в комплексной реабилитации детей-инвалидов».
14. Мухаметзяновой Гузел Валеевне, доктору педагогических наук, профессору, академику Российской академии образования, директору Института педагогики и психологии профессионального образования, Воловичу Леониду Аркадьевичу, доктору философских наук, члену-корреспонденту Российской академии образования, главному научному сотруднику, Ибрагимову Гасангусейну Ибрагимовичу, члену-корреспонденту Российской академии образования, заместителю директора, Осипову Петру Николаевичу, Трегубовой Татьяне Моисеевне, Масленниковой Валерии Шамильевне, докторам педагогических наук, профессорам, заведующим лабораториями, Гараевой Неле Гариповне, кандидату филологических наук, Мухаметзяновой Ларисе Юрьевне, Читалину Николаю Александровичу, кандидатам педагогических наук, старшим научным сотрудникам, Кириловой Галие Ильдусовне, доктору педагогических наук, заведующей лабораторией, — работникам того же института, — за цикл трудов «Научно-методическое обеспечение среднего профессионального образования».
15. Школяр Людмиле Валентиновне, доктору педагогических наук, профессору, директору Института художественного образования, Кузьминой Ольге Васильевне, старшему лаборанту, Школяру Владимиру Александровичу, кандидату педагогических наук, доценту, ведущему научному сотруднику, — работникам того же института; Усачевой Валерии Олеговне, кандидату педагогических наук, старшему редактору издательства университета Российской академии образования, — за учебно-методический комплект для начальной школы «Музыкальное искусство».